# Edda (opéra)
 (juillet 2022).
Si vous disposez d'ouvrages ou d'articles de référence ou si vous connaissez des sites web de qualité traitant du thème abordé ici, merci de compléter l'article en donnant les références utiles à sa vérifiabilité et en les liant à la section « Notes et références ».
 (juillet 2022).
La mise en forme du texte ne suit pas les recommandations de Wikipédia : il faut le « wikifier ».
Les points d'amélioration suivants sont les cas les plus fréquents. Le détail des points à revoir est peut-être précisé sur la page de discussion.
- Les titres sont pré-formatés par le logiciel. Ils ne sont ni en capitales, ni en gras.
- Le texte ne doit pas être écrit en capitales (les noms de famille non plus), ni en gras, ni en italique, ni en « petit »…
- Le gras n'est utilisé que pour surligner le titre de l'article dans l'introduction, une seule fois.
- L'italique est rarement utilisé : mots en langue étrangère, titres d'œuvres, noms de bateaux, etc.
- Les citations ne sont pas en italique mais en corps de texte normal. Elles sont entourées par des guillemets français : « et ».
- Les listes à puces sont à éviter, des paragraphes rédigés étant largement préférés. Les tableaux sont à réserver à la présentation de données structurées (résultats, etc.).
- Les appels de note de bas de page (petits chiffres en exposant, introduits par l'outil «  Source ») sont à placer entre la fin de phrase et le point final[comme ça].
- Les liens internes (vers d'autres articles de Wikipédia) sont à choisir avec parcimonie. Créez des liens vers des articles approfondissant le sujet. Les termes génériques sans rapport avec le sujet sont à éviter, ainsi que les répétitions de liens vers un même terme.
- Les liens externes sont à placer uniquement dans une section « Liens externes », à la fin de l'article. Ces liens sont à choisir avec parcimonie suivant les règles définies. Si un lien sert de source à l'article, son insertion dans le texte est à faire par les notes de bas de page.
- La présentation des références doit suivre les conventions bibliographiques. Il est recommandé d'utiliser les modèles {{Ouvrage}}, {{Chapitre}}, {{Article}}, {{Lien web}} et/ou {{Bibliographie}}. Le mode d'édition visuel peut mettre en forme automatiquement les références.
- Insérer une infobox (cadre d'informations à droite) n'est pas obligatoire pour parachever la mise en page.

Pour une aide détaillée, merci de consulter Aide:Wikification.
Si vous pensez que ces points ont été résolus, vous pouvez retirer ce bandeau et améliorer la mise en forme d'un autre article.
Pour les articles homonymes, voir Edda (homonymie).
Versions successives
Personnages
- Johann von Carpezan, colonel et commandant de Freischaren
- Edda, dame de Wildau, son épouse
- Jan, quartier-maître dans l'armée de Carpezan
- Martin Allmers, un seigneur frison
- Anna, sa fille,
- Ersabe, sa sœur
- Erich, le fiancé d'Anne
- Claus Selle, un Frison
- Hennig Wulf, un Frison
- Hans Karstens, un Frison

Edda est un opéra du compositeur allemand Carl Martin Reinthaler créé en 1875 sur un livret d'Emil Hopffer, adapté du drame homonyme de Josef Weilen.

## L'œuvre

### Genèse
Le livret, en allemand, d'Emil Hopffer est basé sur l'ouvrage de Josef Weilen paru, en 1864. Le compositeur récupère le texte achevé autour de mai-juin 1870, lors d'une visite à Berlin et commence immédiatement à composer la parition. Le travail prend plusieurs années, pendant lesquelles il correspond avec Johannes Brahms à ce sujet. Ce dernier l'aide également à trouver un lieu de spectacle[réf. nécessaire].
En 1872, le compositeur négocie, sur la recommandation de Johannes Brahms, avec l'éditeur Fritz Simrock, pour convenir d'une publication de l'opéra, sans succès. À la fin de l'été 1873, il fait les dernières corrections et prévoit la première au Théâtre de la ville de Brême (de) pour la fin de la saison 1873-1874, qui est cependant repoussée. Les négociations de Johannes Brahms sur une représentation à Cassel échouent également. Entre-temps, l'ouverture de l'opéra est publiée par Kistner Verlag (de), et Brahms fait campagne pour une représentation à Vienne. L'ouverture devient l'œuvre orchestrale la plus jouée de Reinthaler.

### Description
Edda est un grand opéra en quatre actes.

### Création
La première de l'opéra a finalement lieu le 22 février 1875 sous la direction de Theodor Hentschel (de) au Théâtre de la ville de Brême (de). C'est un succès, les critiques du Bremer Courier et du Allgemeine musikalische Zeitung sont bonnes[réf. nécessaire]. Néanmoins, Reinthaler revoit le quatrième acte avec l'auteur Heinrich Bulthaupt. Malgré sa popularité à Brême, l'opéra dans la nouvelle version n'est jouée qu'à partir du 5 novembre 1876 à Hanovre.

## Argument
La Frise orientale pendant la guerre de Trente Ans.

### Acte I
Dans la maison des Allmers, on prépare le mariage d'Anna, la fille, avec Erich. L'ambiance s'assombrit quand Allmers voit sa sœur Ersabe venir. Ersabe veut bénir Anna - à la mémoire de sa propre fille, Edda - mais Allmers veut la renvoyer, car il est convaincu qu'une malédiction repose sur elle. Apparaît un messager qui rapporte l'invasion des troupes de Mansfeld dans la Frise orientale. Le colonel Carpezan apparaît avec sa troupe et tente de rassurer les habitants. Il révèle son plan à sa femme Edda, qu'il a à peine vue depuis le mariage et qu'il a amenée ici : il veut prendre le pouvoir sur la terre des Frisons du comte déchu. Edda lui confie sa peur.

### Acte II
Les Frisons se rencontrent à l'initiative d'Allmers pour une réunion autour du légendaire Upstalborn. Ersabe entre et se fait connaître comme la mère d'Edda, mais Edda ne la croit pas. Edda essaie à nouveau de dissuader Carpezan de son plan présomptueux. Il la rejette brusquement. Edda lui dit au revoir et confesse son origine frisonne. Elle veut servir sa patrie maintenant.

### Acte III
Edda révèle son histoire à Edda : elle a sauvé du naufrage Konrad von Wildau. Il lui a promis le mariage, elle est tombée enceinte, mais il a disparu et plus tard l'enfant, Edda, a été enlevé. Ersabe a essayé en vain de le retrouver et l'enfant et est revenue comme un déshonneur à la maison d'Allmers. Les Frisons conseillent à Upstalsbom de se mettre en garde contre les troupes étrangères. Erik, qui a tué un soldat, semble protéger Anna contre le viol. Maintenant, il est menacé de vengeance. Edda prétend être une frisonne et clame son soutien.

### Acte IV
Le mariage d'Anna avec Erik pourrait finalement avoir lieu et Edda est célébrée comme une combattante. Mais quand Carpezan est amené prisonnier, les Frisons veulent l'exécuter. Edda intervient pour lui et s'éloigne quand ils ne l'écoutent pas. Au loin, on entend un tir, le quartier-maître Jan apparaît et se vante d'avoir tué la traître Edda. Les Frisons pardonnent à Carpezan, qui renonce à son armée.

## Source de la traduction
- (de) Cet article est partiellement ou en totalité issu de l’article de Wikipédia en allemand intitulé « Edda (Oper) » (voir la liste des auteurs).